# Ист-Лейк-Ориент-Парк (Флорида)
Ист-Лейк-Ориент-Парк (англ. East Lake-Orient Park) — статистически обособленная местность, расположенная в округе Хилсборо (штат Флорида, США) с населением в 5703 человека по статистическим данным переписи 2000 года.

## География
По данным Бюро переписи населения США статистически обособленная местность Ист-Лейк-Ориент-Парк имеет общую площадь в 12,17 квадратных километров, из которых 11,4 кв. километров занимает земля и 0,78 кв. километров — вода. Площадь водных ресурсов округа составляет 6,41 % от всей его площади.

## Демография
| Год переписи        | Нас. |  | %±    |
| ------------------- | ---- |  | ----- |
| 1970                | 5697 |  | —     |
| 1980                | 5612 |  | −1,5% |
| 1990                | 6171 |  | 10%   |
| 2000                | 5703 |  | −7,6% |
| 1970–2000 Источник: |      |  |       |

По данным переписи населения 2000 года в Ист-Лейк-Ориент-Парк проживало 5703 человека, 1474 семьи, насчитывалось 1998 домашних хозяйств и 2126 жилых домов. Средняя плотность населения составляла около 468,61 человека на один квадратный километр. Расовый состав населённого пункта распределился следующим образом: 63,77 % белых, 28,18 % — чёрных или афроамериканцев, 1,09 % — коренных американцев, 0,61 % — азиатов, 2,75 % — представителей смешанных рас, 3,59 % — других народностей. Испаноговорящие составили 11,96 % от всех жителей статистически обособленной местности.
Из 1998 домашних хозяйств в 35,4 % воспитывали детей в возрасте до 18 лет, 48,1 % представляли собой совместно проживающие супружеские пары, в 19,0 % семей женщины проживали без мужей, 26,2 % не имели семей. 20,3 % от общего числа семей на момент переписи жили самостоятельно, при этом 6,8 % составили одинокие пожилые люди в возрасте 65 лет и старше. Средний размер домашнего хозяйства составил 2,85 человек, а средний размер семьи — 3,24 человек.
Население статистически обособленной местности по возрастному диапазону по данным переписи 2000 года распределилось следующим образом: 28,9 % — жители младше 18 лет, 8,7 % — между 18 и 24 годами, 29,0 % — от 25 до 44 лет, 23,7 % — от 45 до 64 лет и 9,7 % — в возрасте 65 лет и старше. Средний возраст жителей составил 34 года. На каждые 100 женщин в Ист-Лейк-Ориент-Парк приходилось 97,1 мужчин, при этом на каждые сто женщин 18 лет и старше приходилось 93,3 мужчин также старше 18 лет.
Средний доход на одно домашнее хозяйство статистически обособленной местности составил 34 352 доллара США, а средний доход на одну семью — 36 750 долларов. При этом мужчины имели средний доход в 27 434 доллара США в год против 21 935 долларов среднегодового дохода у женщин. Доход на душу населения статистически обособленной местности составил 34 352 доллара в год. 11,4 % от всего числа семей в населённом пункте и 14,6 % от всей численности населения находилось на момент переписи населения за чертой бедности, при этом 20,4 % из них были моложе 18 лет и 16,7 % — в возрасте 65 лет и старше.